# Dødis
 Denne artikel bør gennemlæses af en person med fagkendskab for at sikre den faglige korrekthed.

Dødis er gletsjeris, der ikke længere er i bevægelse. Begrebet kendes i Danmark fra dødishuller, hvor en større isklods er blevet tilbage i jorden fra istiden og derefter er smeltet. Den har så efterladt et krater, der stadig kan ses i dag. Hertugdalen i Gribskov er et tydeligt eksempel herpå.
| Geologi | Spire Denne artikel om geologi er en spire som bør udbygges. Du er velkommen til at hjælpe Wikipedia ved at udvide den. |